# På tur med far - Pappabilen får vinger 4:6
|  | Denne artikel er oprettet af botten Steenthbot ud fra en ekstern database. Den kan derfor have sproglige fejl eller mangler. Denne skabelon kan fjernes efter kontrol af indholdet. |

På tur med far - Pappabilen får vinger 4:6 er en dansk dokumentarfilm fra 2018 instrueret af Laurits Munch-Petersen.

## Handling
Iris elsker at tage på tur med sin far, for under køreturen har hun ham helt for sig selv. Iris og far skal på sommerferie hos farmor og farfar. Og Iris og far har et helt særligt fantasirum sammen, når de kører bil, hvor de kan snakke om alt hvad de har lyst til af hemmeligheder. Hvad er eksempelvis at foretrække; Myg eller tæger? Og har far ret i, at der er blevet opfundet en bil der faktisk kan flyve?

## Medvirkende
- Laurits Munch-Petersen, Far
- Iris Munch-Petersen, Datter